# 交工樂隊
交工樂隊（1999年—2003年）是來自臺灣客家庄美濃的獨立樂團，早期因反美濃水庫而受關注。「交工」一詞來自於早期美濃菸業全盛時期由於採收、處理菸葉需要大量人力投入，因此有親緣或地緣關係的幾戶菸農們會各出幾名人丁組成「交工小組」，輪流採收小組成員各家的菸葉，即「交換工人」之意。2000年，陳水扁總統宣佈任內暫停興建美濃水庫之後，交工樂隊開始關注農民和農村議題，音樂形式也愈趨成熟。該團以在地傳統音樂（客家八音）為基礎，使用鑼、鼓、嗩吶、月琴、三弦等傳統樂器，結合現代搖滾樂，創造呼應現實社會的客家新音樂。

## 沿革
- 1999年4月，交工樂隊發行《我等就來唱山歌》音樂專輯。
- 2000年4月，獲金曲獎四項提名，並奪得最佳作曲及最佳製作人二獎項。
- 2001年9月，發行音樂專輯《菊花夜行軍》。
- 2002年3月，英國樂壇極具權威的「民間草根（英语：Folk Roots）」雜誌專文介紹交工樂隊。
- 2002年5月，交工樂隊榮獲2002年金曲獎最佳樂團獎。
- 2003年9月1日，交工樂隊正式宣佈解散。

## 成員
- 林生祥：主唱、吉他、月琴、三弦
- 陳冠宇：Bass手、錄音師
- 鍾成達：打擊樂手
- 郭進財：嗩吶手
- 鍾永豐：筆手、詩人

## 音樂作品

### 專輯
| 年份      | 專輯               | 歌曲 |
| 1999年4月 | 【我等就來唱山歌】 | 1. 秀仔歸來 2. 下淡水河寫著我等介族譜 3. 夜行巴士 4. 我等就來唱山歌 5. 山歌唱來解心煩 6. 水庫係築得 屎嘛吃得 7. 同志，好好喂睡 8. 好男好女反水庫 9. 大團圓 |
| 2001年9月 | 【菊花夜行軍】     | 1. 縣道184 2. 風神125 3. 愁上愁下 4. 兩代人 5. 阿成想愛耕田 6. 菊花夜行軍 7. 阿成下南洋 8. 阿芬擐人 9. 日久他鄉是故鄉 10. 嗷！ㄠˋ                          |

## 後續發展
其成員在樂團解散後並沒有停止創作；前交工樂隊主唱林生祥與筆手鍾永豐加上新成員成立生祥與瓦窯坑3，其餘成員則成立好客樂隊。